# Mary Scheer

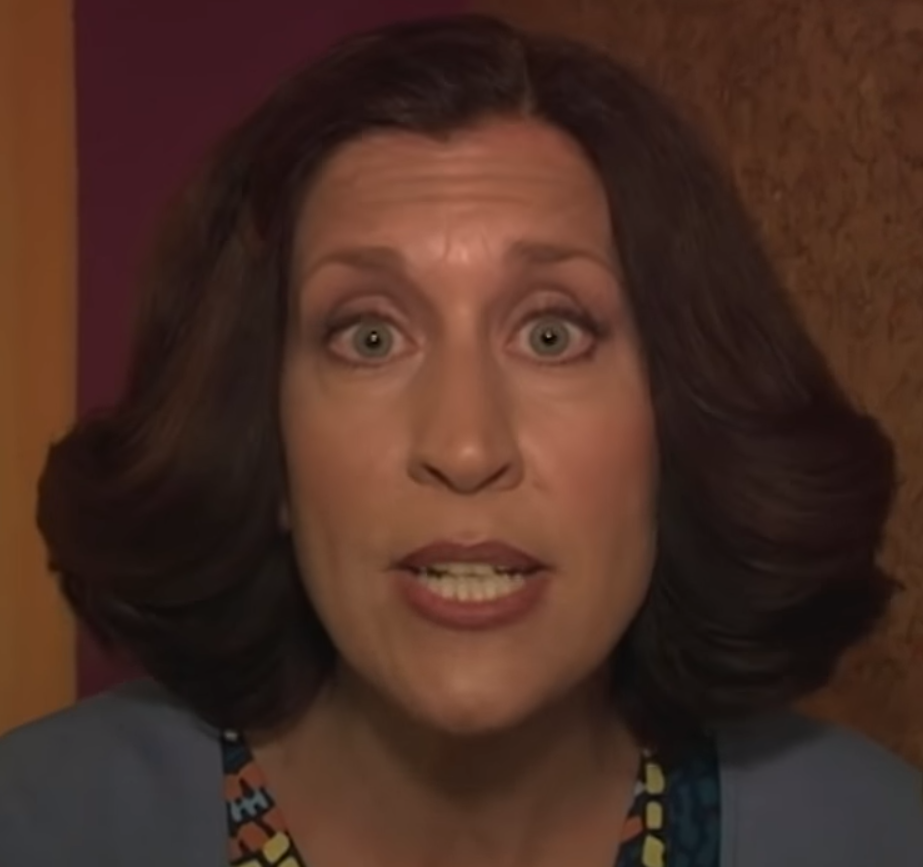
Mary Scheer am Set von iCarly, 2019

Mary Scheer (* 19. März 1963 in Detroit) ist eine US-amerikanische Schauspielerin. 

## Karriere
Scheer spielte in der Comedy-Serie MADtv mit. In der Serie iCarly spielte sie Freddie Bensons Mutter. Zudem hatte sie einen Gastauftritt in der von Jennette McCurdy produzierten Webserie What’s Next for Sarah?, in der sie die Therapeutin von Sarah (gespielt von McCurdy) spielt.

## Filmografie (Auswahl)
| Fernsehserien - 1995: Beverly Hills 90210 - 1995: Party of Five - 1995–1998: MADtv - 1995, 1998: Seinfeld - 2003: Reno 911! - 2007: Hotel Zack & Cody - 2007–2012: iCarly - 2009: Hannah Montana - 2010: Meine Schwester Charlie - 2014: Sam & Cat - 2014: 2 Broke Girls - 2015–2017: Camp Kikiwaka - 2021–2023: iCarly | Filme - 1994: Was ist Pat? - 2001: Elvira’s Haunted Hills - 2008: iCarly: Trouble in Tokio - 2011: iCarly: Party mit Victorious - 2012: iCarly: Ciao Carly | Synchronstimme - 1997: King of the Hill - 1999: Family Guy - 2000: Hey Arnold! - 2009: Die Pinguine aus Madagascar |